# كأس اليونان 1972–73
كأس اليونان 1972–73 (باليونانية: Κύπελλο Ελλάδος ποδοσφαίρου ανδρών 1972-73)‏ هو الموسم 31 من كأس اليونان. أشرف على تنظيمه الاتحاد الإغريقي لكرة القدم، وكان عدد الأندية المشاركة فيه 78، وفاز فيه نادي أولمبياكوس.